# Yves Barrat
Yves Barrat, né le 16 mai 1956, est un pilote de courses sur camions.

## Biographie
Il devient en 1985 avec l'aide de l'entreprise Cifa et de Noël Crozier le premier français à remporter le Championnat d'Europe de courses de camions (alors dénommé Coupe d'Europe), en Classe C lors de sa première édition sur un Renault R390. 
Il est à l'époque garagiste et concessionnaire dans l'Allier pour RVI (Renault Véhicules Industriels) à Estivareilles près de Montluçon, et il a déjà disputé les 24 Heures du Mans camion en 1983 avec Crozier sur un Renault R360.
Il préside ultérieurement le Montluçon rugby, durant les années 2000.

## Classements européens en 1985
- Vainqueur à Silverstone;
  - 3e au Castellet;
  - 3e à Mantorp (en);
  - 4e à Misano.